# Amblymora conferta
Amblymora conferta là một loài bọ cánh cứng trong họ Cerambycidae.